# 쓰이키역
쓰이키역(일본어: 築城駅)은 일본 후쿠오카현 지쿠조군 지쿠조정에 위치한 규슈 여객철도 소속 철도역이며, 닛포 본선의 정차역이다.

## 역 구조 및 승강장
상대식 승강장 2면 2선의 구조를 가진 지상역이다. 역 책방 측이 상행선 승강장이 되고 있다. 역 책방은 철근 콘크리트 구조이다.
규슈 교통 기획이 역 업무를 수탁하는 업무 위탁 역이므로, POS 단말기가 설치되어 있다. 개찰구에는 SUGOCA의 간이형 자동 개찰기가 설치되어 있다.
SUGOCA의 이용이 가능하지만, 카드 판매는 실시하지 않고 요금만 취급을 실시한다.
또한 지쿠조 기지 항공제의 개최일에 한정해 2번 승강장에 임시의 개찰·매표소가 설치된다.
| 플랫폼 | 노선        | 방향   | 행선지                             |
| 1      | ■ 닛포 본선 | 상행선 | 고쿠라 · 모지 항 · 시모노세키 방면 |
| 2      | ■ 닛포 본선 | 하행선 | 나카쓰 · 우사 방면                 |

## 역 주변
- 일본 항공자위대 쓰이키 묘지

## 인접 역
| 닛포 본선            | 닛포 본선 | 닛포 본선                 |
| -------------------- | --------- | ------------------------- |
| 유쿠하시 고쿠라 방면 | ■ 쾌속    | 시이다 우사 방면          |
| 신덴바루 고쿠라 방면 | ■ 보통    | 시이다 가고시마 중앙 방면 |